# Max Gubler
Max Gubler (* 26. Mai 1898 in Zürich; † 29. Juli 1973 ebenda) war ein Schweizer Maler.

## Leben
Max Gubler war Sohn eines Dekorationsmalers. Seine beiden älteren Brüder Eduard Gubler (1891–1971) und Ernst Gubler (1895–1958) waren ebenfalls Künstler. Gubler machte von 1914 bis 1918 eine Ausbildung zum Primarlehrer im Seminar Küsnacht im Kanton Zürich, 1920 zog er nach Berlin. Von 1923 bis 1927 hielt er sich überwiegend auf der Insel Lipari auf, wo zahlreiche Bilder entstanden. Von 1930 bis 1937 lebte er in Paris, bevor er nach Zürich zurückkehrte, wo er danach durchgängig wirkte.
Als 1933 das neu erbaute Zürcher Kunstgewerbemuseum eingeweiht wurde, schmückte Max Gublers Hauptwerk das vor 1930 geschaffene monumentale Bild Sizilianisches Intérieur das Treppenhaus. Da dieses Werk auf grosse Zustimmung traf, wurde Gubler gebeten, ein noch grösseres Wandbild eigens für das Treppenhaus zu entwerfen. Das Sizilianische Intérieur hing dann leihweise viele Jahre im Foyer des 1938/1939 teilweise erneuerten Kongresshauses Zürich und später restauriert im Sekundarschulhaus Reutenen.
1934 gründeten die Brüder Coghuf und Hans Stocker, zusammen mit Gubler, Max Hunziker, Albert Schnyder, Heinz Haefliger, Max Hegetschwiler und Paul Speck die eher konservative, kurzlebige Schweizer Künstlervereinigung «BBZ 8».
Später schuf Gubler ein Wandbild für den Vorraum des Hörsaals West im Universitätsspital Zürich und für das Stadttheater in Schaffhausen ein Deckengemälde.
Gubler war mit seinem Mäzen Han Coray befreundet. Ein weiterer Unterstützer von Gubler war Paul Cassirer.
Nach Experimenten in verschiedenen zeitgenössischen Stilrichtungen entwickelte Gubler auf Lipari erstmals einen eigenen Stil, seine leuchtenden Landschaften lassen sich dem Impressionismus zuordnen. Später wandte er sich mehr und mehr der abstrakten Malerei zu, malte aber lange mit kräftigen Farben. 1956 entstanden mit farbiger Kreide Illustrationen zu Ernest Hemingways Der alte Mann und das Meer. Erst in seinem Spätwerk überwogen dunkle Farben.
Gubler zeigte seine Bilder in zahlreichen Museen u. a. 1959 in der Kunsthalle Basel. 1963 begann im Museum zu Allerheiligen in Schaffhausen eine Ausstellung, die bis 1965 in die Städtische Galerie im Lenbachhaus, München, in die Kunsthalle Bremen, ins Städtische Museum Trier, in das Gemeentemuseum Den Haag und in das Musée National d'Historie et de l''Art in Luxemburg wanderte. 1969 waren seine Bilder im Kunstmuseum Bern zu sehen.
1957 erkrankte Gubler psychisch schwer, so dass er mit Einverständnis seiner Frau Maria ins private Sanatorium Bellevue in Kreuzlingen eingewiesen wurde. Im Oktober 1958 wurde er nach Préfargier bei Marin am Neuenburgersee verlegt. Im Juni 1961 starb Maria Gubler an einem Herzleiden. Max Gubler stellte seine künstlerische Tätigkeit in diesem Jahr ein. Auf eigenen Wunsch wurde er 1968 in die Psychiatrische Klinik Burghölzli nach Zurüch verlegt. Dort starb Max Gubler am 29. Juli 1973. Nach seinem Tod widmete ihm das Kunsthaus Zürich 1975 eine Retrospektive.
Die Max-Gubler-Stiftung als Erbin des Nachlasses hielt das in den Psychiatrien angefertigte Œuvre, das bis 1961 entstand, lange unter Verschluss. Diese Arbeiten wurden von Oktober 2014 bis Februar 2015 im Museum zu Allerheiligen in Schaffhausen erstmals gezeigt. Die Ausstellung mit dem Titel «Der andere Gubler. Das unbekannte Spätwerk des Malers Max Gubler» wurde von einer umfangreichen Publikation begleitet. Die erste umfängliche Retrospektive, die das Werk Max Gublers in allen Schaffensphasen zeigte und auch das Spätwerk in den Zusammenhang des Gesamtwerks einordnete, fand 2015 im Kunstmuseum Bern statt.